# Balian van Beiroet
Balian van Ibelin ofwel Balian van Beiroet (overleden: 1247) was heer van Beiroet en was een zoon van Johannes van Ibelin en diens tweede vrouw Melisende van Arsoef. Hij verwierf van zijn vader ook het aanvoerderschap van de adel, in de Oorlog van de Lombarden, die werd uitgevochten tegen keizer Frederik II van het Heilige Roomse Rijk.
In 1232 nam hij aan de zijde van zijn vader deel aan de Slag bij Agridi op Cyprus. Na de dood van zijn vader volgde hij hem op als Heer van Beiroet. In 1242 verdedigde hij de stad Tyrus tijdens een belegering, hij werd hierin bijgestaan door de edelen Filips I van Montfort en Filips van Novara. Balian van Beiroet was getrouwd met Eschiva van Montbéliard en zij kregen vier kinderen:
- Balian (jong gestorven)
- Hugo (1231 - 1254, trouwde met Maria van Montbéliard
- Jan (overleden: 1264), heer van Beiroet
- Isabelle (overleden: 1270, trouwde met Hendrik van Giblet.